# IC 5178
IC 5178 ist eine Balken-Spiralgalaxie mit ausgedehnten Sternentstehungsgebieten vom Hubble-Typ SBc im Sternbild Aquarius auf der Ekliptik. Sie ist schätzungsweise 240 Millionen Lichtjahre von der Milchstraße entfernt und hat einen Durchmesser von etwa 80.000 Lichtjahren.
Im selben Himmelsareal befinden sich u. a. die Galaxien NGC 7220 und IC 1435.
Das Objekt wurde am 20. Oktober 1897 von Herbert Alonzo Howe entdeckt.